# Larry Gambone
Larry Gambone, en nutida individualanarkist och mutualist bosatt i Kanada. Han driver förlaget Red Lion Press och bloggen Porcupine blog.